# دهستان کیار بالا
دهستان کیار بالا، یکی از دهستان‌های بخش کیار شرقی شهرستان کیار در استان چهارمحال و بختیاری ایران است. مرکز این دهستان، روستای سرتشنیز است.

## مردم
مردم این بخش لرتبار و از ایل بختیاری می باشند که به گویش لری بختیاری سخن می گویند

## جمعیت
بر پایه سرشماری عمومی نفوس و مسکن در سال ۱۳۹۵، جمعیت دهستان کیار بالا برابر با ۴٬۴۵۴ نفر بوده‌است.